# Angels Peak
Angels Peak är en bergstopp i Antarktis. Den ligger i Västantarktis. Argentina och Storbritannien gör anspråk på området. Toppen på Angels Peak är 879 meter över havet.
Terrängen runt Angels Peak är kuperad söderut, men norrut är den platt. Trakten är obefolkad. Det finns inga samhällen i närheten. 